# 20e cérémonie des Dallas-Fort Worth Film Critics Association Awards
La 20e cérémonie des Dallas-Fort Worth Film Critics Association Awards, décernés par le Dallas-Fort Worth Film Critics Association, a eu lieu le 17 décembre 2010 et a récompensé les films réalisés dans l'année.

## Palmarès

### Meilleur film
- The Social Network
  - 127 heures (127 Hours)
  - Black Swan
  - Le Discours d'un roi (The King's Speech)
  - Fighter (The Fighter)
  - Inception
  - Tout va bien ! The Kids Are All Right (The Kids Are All Right)
  - The Town
  - True Grit
  - Winter's Bone

### Meilleur réalisateur
- David Fincher pour The Social Network
  - Darren Aronofsky pour Black Swan
  - Danny Boyle pour 127 heures (127 Hours)
  - Tom Hooper pour Le Discours d'un roi (The King's Speech)
  - Christopher Nolan pour Inception

### Meilleur acteur
- James Franco pour le rôle d'Aron Ralston dans 127 heures (127 Hours)
  - Colin Firth pour le rôle du roi George VI dans Le Discours d'un roi (The King's Speech)
  - Jesse Eisenberg pour le rôle de Mark Zuckerberg dans The Social Network
  - Robert Duvall pour le rôle de Felix Bush dans Le Grand Jour (Get Low)
  - Michael Douglas pour le rôle de Ben Kalmen dans Solitary Man

### Meilleure actrice
- Natalie Portman pour le rôle de Nina dans Black Swan
  - Annette Bening pour le rôle de Nic dans Tout va bien ! The Kids Are All Right (The Kids Are All Right)
  - Nicole Kidman pour le rôle de Becca Corbett dans Rabbit Hole
  - Jennifer Lawrence pour le rôle de Ree Dolly dans Winter's Bone
  - Michelle Williams pour le rôle de Cindy dans Blue Valentine

### Meilleur acteur dans un second rôle
- Christian Bale pour le rôle de Dickie Eklund dans Fighter (The Fighter)
  - Chris Cooper pour le rôle de Phil Woodward dans The Company Men
  - Bill Murray pour le rôle de Frank Quinn dans Get Low
  - Jeremy Renner pour le rôle de James Coughlin dans The Town
  - Geoffrey Rush pour le rôle de Lionel Logue dans Le Discours d'un roi (The King's Speech)

### Meilleure actrice dans un second rôle
- Melissa Leo pour le rôle d'Alice dans Fighter (The Fighter)
  - Helena Bonham Carter pour le rôle d'Elizabeth Bowes-Lyon dans Le Discours d'un roi (The King's Speech)
  - Mila Kunis pour le rôle de Lilly dans Black Swan
  - Hailee Steinfeld pour le rôle de Mattie Ross dans True Grit
  - Jacki Weaver pour le rôle de Janine « Smurf » Cody dans Animal Kingdom

### Meilleur scénario
- The Social Network – Aaron Sorkin
  - Inception – Christopher Nolan

### Meilleure photographie
- 127 heures (127 Hours) – Anthony Dod Mantle et Enrique Chediak (en)
  - Inception – Wally Pfister

### Meilleur film en langue étrangère
- Biutiful •  Mexique /  Espagne
  - Millénium (Män som hatar kvinnor) •  Suède
  - Mother (마더) •  Corée du Sud
  - Lebanon (לבנון) •  Israël
  - Amore (Io sono l'Amore) •  Italie

### Meilleur film d'animation
- Toy Story 3
  - Dragons (How To Train Your Dragon)

### Meilleur film documentaire
- Waiting for Superman
  - Faites le mur ! (Exit Through the Gift Shop)
  - Marwencol (en)
  - Restrepo
  - The Tillman Story

### Russell SmithAward
(meilleur film indépendant)
- Winter's Bone